# Fever (canción de Cascada)
«Fever» es el sencillo lanzado por  Cascada de su tercer álbum,  Evacuate the Dancefloor. Fue lanzado como segundo sencillo del álbum, inicialmente en Alemania el 9 de octubre de 2009, como también en varios países. En Reino Unido fue como tercer sencillo (después de 'Dangerous', que fue seleccionado como segundo sencillo allí).

## Estructura musical
"Fever", por Cascada, es una canción electropop que muestra la transición de la música electropop con un beat de baile. También es la única canción del álbum "Evacuate the Dancefloor" que es profana. Tiene un sonido moderado.

## Vídeo musical
Fue mencionado en el Twitter Oficial de Cascada que el vídeo fue grabado a finales de julio, pero la identidad de la canción fue un secreto en ese momento. El vídeo fue finalmente revelado cómo "Fever" y su lanzamiento fue el 17 de septiembre, del 2009.

## Listado y formatos
| - German CD Single 1. "Fever" (Radio Edit) 2. "Fever" (Ryan Thistlebeck Remix) - German digital download 1. "Fever" (Radio Edit) 2. "Fever" (Ryan Thistlebeck Remix) 3. "Fever" (Extended Mix) 4. "Fever" (Ian Carey Remix) 5. "Fever" (D.O.N.S Remix) 6. "Fever" (Mowgli & Bagheera Remix) - German digital download (Bonus iTunes tracks) 1. "Fever" (Radio Edit) 2. "Fever" (Ryan Thistlebeck Remix) 3. "Fever" (Extended Mix) 4. "Fever" (Ian Carey Remix) 5. "Fever" (D.O.N.S Remix) 6. "Fever" (Mowgli & Bagheera Remix) 7. "Fever" (Pasha Deluxe Remix) 8. "Fever" (Music Video) - UK digital download 1. "Fever" (Radio Edit) 2. "Fever" (Extended Mix) 3. "Fever" (Wideboys Radio Edit) 4. "Fever" (Wideboys Club Mix) 5. "Fever" (D.O.N.S Remix) 6. "Fever" (Ian Carey Remix) 7. "Fever" (Hypasonic Remix) | - US digital download 1. "Fever" (Radio Edit) 2. "Fever" (Album Version) 3. "Fever" (Wideboys Radio Edit) 4. "Fever" (Zac McCrack Bootleg Radio Edit) 5. "Fever" (Ryan Thistleback Radio Edit) 6. "Fever" (Pasha Deluxe Radio Edit) 7. "Fever" (Extended Mix) 8. "Fever" (Wideboys Remix) 9. "Fever" (Zac McCrack Bootleg Remix) 10. "Fever" (Ryan Thistleback Remix) 11. "Fever" (Pasha Deluxe Remix) 12. "Fever" (Ian Carey Remix) 13. "Fever" (D.O.N.S.Remix) 14. "Fever" (Mowgli & Bagheera Remix) 15. "Fever" (Hypasonic Remix) - Australia digital download 1. "Fever" (Radio Edit) 2. "Fever" (Ryan Thistlebeck Remix) 3. "Fever" (Extended Mix) 4. "Fever" (Ian Carey Remix) 5. "Fever" (D.O.N.S Remix) 6. "Fever" (Mowgli & Bagheera Remix) 7. "Fever" (Pasha Deluxe Remix) 8. "Fever" (Music Video) |

## Listas
El sencillo fue lanzado el 21 de diciembre de 2009, en Reino Unido, pero el sencillo falló en hacer impacto en las listas. Esto marca la primera vez que un sencillo de Cascada no aparece en el top 100 en Reino Unido. El sencillo de todas maneras llegó al número 3 en la lista de "Dance". La canción debutó en el número 31 en Alemania y 10 en Francia.